# Gyptis mackiei
Gyptis mackiei är en ringmaskart som beskrevs av Pleijel 1993. Gyptis mackiei ingår i släktet Gyptis, och familjen Hesionidae. Arten är reproducerande i Sverige. Inga underarter finns listade i Catalogue of Life.